# 蒂克蒂馬柴山
11°35′39″S 76°12′48″W / 11.59417°S 76.21333°W
蒂克蒂馬柴山（Tikti Mach'ay），是秘魯的山峰，位於該國中南部利馬大區的瓦羅奇里省，處於希里什馬柴山東北面、蒂克蒂科查湖以西，屬於安第斯山脈的一部分，海拔高度約5,000米。